# Кризис личности (Новые приключения Человека-паука)
«Кризис личности» (англ. Identity Crisis) — седьмой эпизод второго сезона американского мультсериала «Новые приключения Человека-паука», основанного на одноимённом персонаже комиксов Marvel, созданном Стэном Ли и Стивом Дитко.

## Сюжет
В «Daily Bugle» репортёры допрашивают Питера насчёт его личины Человека-паука, но он не признаётся. На следующий день в школе он разговаривает с Гарри об этом, а Флэш уговаривает режиссёра, чтобы тот помог ему закадрить девушку, но театрал отказывает. После урока Мэри Джейн замечает, что Марк Аллан рисовал её портрет. В лабораторию возвращается Эдди Брок, из-за чего Питер сразу хватает Гвен и убегает, зная о тайной личине первого. На улице его поджидают репортёры. Они убегают от них и, спрятавшись в сердечке, чуть не целуются, пока Гарри не звонит Гвен. Питер решает пока что не идти в кафе с друзьями.
Ночью Человек-паук нападает на Брока. Веном при всех пытается снять маску с героя, но тот не позволяет этого и убегает. На следующий день Эдди крадёт флакон с чистильщиком генов из лаборатории. После общения с журналистом, Флэш решает переодеться Пауком, чтобы доказать, что так может сделать каждый. Смотря на его поведение, на него нападают бандиты, решая, что герой свихнулся. Но прибывает настоящий Паук и побеждает их. Затем на Питера нападает Веном и хочет влить чистильщик генов, чтобы тот потерял свои суперсилы, а после все злодеи могли бы уничтожить Паркера и его друзей. В ходе битвы Броку удаётся сорвать маску с Паука, но лицо никто так и не увидел. Паук надевает её обратно, и битва продолжается в школе. В спортзале Веному почти удаётся исполнить задуманное, но его отвлекает Флэш, и Паук отбирает чистильщик генов, затем вливая его в Эдди. Симбионт уползает в канализацию, а Брока отправляют на лечение.
Режиссёр, увидев по телевизору похождения Флэша, всё-таки даёт ему роль в спектакле, которой он сразу хвастается перед Ша Шэн. Майлз Уоррен, замечая пропажу чистильщика генов, заявляет Коннорсам, что потребует от совета назначить его главой лаборатории. А Питера объявляют невиновным. В конце Джордж Стейси разговаривает с ним на уроке, обсуждая важность хранения секретов.

## Роли озвучивали
- Джош Китон — Питер Паркер (Человек-паук)
- Лейси Шабер — Гвен Стейси
- Джошуа Лебар — Флэш Томпсон
- Бен Дискин — Эдди Брок (Веном)
- Джеймс Арнольд Тэйлор — Гарри Озборн
- Даран Норрис — Джей Джона Джеймсон

## Отзывы

Динамика оценок IGN к эпизодам 2 сезона мультсериала

Эрик Гольдман из IGN поставил эпизоду оценку 8,5 из 10 и написал, что бой между Человеком-пауком и Веномом, являющийся «одной из самых продолжительных одиночных битв, которые мы видели в этом мультсериале», «был просто потрясающим». Рецензент подметил, «насколько жестоким был Веном, когда бил и избивал Человека-паука, швыряя его сквозь стены и нападая с яростью, которую мы редко видим у злодеев в этом шоу». Критик также подчеркнул финал эпизода: «замечательный момент в самом конце довольно ясно дал понять, что Джордж Стейси понимает, что Питер — Человек-паук, но не будет раскрывать эту информацию кому-либо в ближайшее время; в соответствии с тем, как читатели узнали про то, что Джордж знал правду в комиксах, за несколько минут до его смерти».
Джастин Феликс из DVD Talk написал, что эпизод «удовлетворительно разрешает» арку Венома. Он также подметил, что «второстепенные персонажи эффективно используются в продолжающемся вторичном сюжете».
Зрители тоже тепло восприняли эпизод; Screen Rant и CBR поставили его на 5 место в топе лучших эпизодов мультсериала по версии IMDb.